# Каги (график)
Каги (яп. かぎ足) — применяемый в техническом анализе вид графика котировок объекта торговли (товара, ценной бумаги, валюты), который отображает направленность изменения цены в форме череды вертикальных линий различной толщины, соединённых между собой короткими горизонтальными отрезками одинаковой длины. Каги-линия продлевается вслед за ценой в одном и том же направлении до тех пор, пока тренд не сменит своего направления. После перелома тенденции в движении цены делается отступ вправо и начинается построение в противоположном направлении новой Каги-линии, которая в месте разворота соединяется горизонтальной перемычкой с предыдущей линией.

## Правило построения
В графиках Каги изменения на график вносятся каждый раз, когда цена выходит за рамки уже нарисованной линии (в направлении тренда) или проходит установленное расстояние в противоположном направлении. Перед построением графика оговариваются:
- Ориентир по цене — на основании каких цен строится график. Обычно используют только цены закрытия выбранного таймфрейма (например, закрытия часа). Иногда опираются на максимумы и минимумы — в этом случае учитывается максимумом при движении вверх, а минимум — при движении вниз.
- Величина порога, параметр разворота (англ. reversal amount) — расстояние, которое должна пройти цена в противоположном от предыдущего зафиксированного на графике значения, чтобы произошла смена направления Каги-линии (началась новая вертикальная линия). Обычно устанавливается в пунктах (чем выше цена акций, тем больше рекомендуется брать значение) или в процентах от текущей цены (например, 4 %).

Если очередная цена продолжает двигаться в направлении прежней вертикальной Каги-линии, то линия будет продлена. Например, прежнее максимальное значение растущей Каги-линии было 1,48 (точка остановки максимума линии). Новое значение 1,4820 требует увеличения линии до нового уровня (новый максимум). Если очередная цена движется в противоположном направлении — ничего не отображается, пока она не пройдёт пороговое расстояние. Например, была нарисована линия до уровня 1,4820, после чего она спустилась до 1,4801. При пороге 20 ничего не будет происходить — максимум Каги-линии останется на 1,4820. Если же цена снизится ниже, то нужно отступить немного вправо, нарисовать от предыдущего максимума (1,4820) короткий горизонтальный отрезок (всегда одинаковой длины) и от этого уровня начать строить вниз (в противоположном направлении) новую Каги-линию до текущего уровня цены. Теперь для разворота вверх потребуется рост цены не менее величины порога.
Кроме того, Каги-линия может менять свою толщину (иногда отображают цветом). Если тонкая Каги-линия превышает предыдущий максимум (максимум линии, левее текущей) — линия становится толще. Если толстая Каги-линия опускается ниже предыдущего минимума, то линия становится тоньше.
Существует поэтичная трактовка графика в терминах инь и ян:
- Ян — толстая линия
- Инь — тонкая линия
- Плечо — соединение линии роста с линией падения
- Талия — соединение линии падения с линией роста

Когда Инь превышает предыдущее плечо, происходит превращение в Ян. Если Ян оказывается ниже предшествующей талии, происходит обращение в Инь.
Любая из вертикальных линий может содержать в себе неопределённую продолжительность времени. Если цена колебалась в диапазоне, не росла и не опускалась на величину порога, то график всё это время останется без изменений.

## Особенности анализа
График Каги был создан для наглядного определения основного тренда. Этот тип графика эффективен для определения ключевых уровней поддержки и сопротивления. В этом представлении не отражаются мелкие колебания цены, что позволяет сосредоточить внимание на действительно значимых движениях.
Есть 3 основных подхода к анализу на графике Каги:
1. покупай в начале толстой линии (Ян), продавай в начале тонкой линии (Инь)
2. отмечай линии поддержки и сопротивления
3. после серии из 8-10 последовательных плеч или талий жди разворота тренда

Последовательность толстых линий свидетельствует о тенденции к росту. Последовательность тонких линий — о тенденции к падению. Чередование толстых и тонких линий указывает равновесное состояние рынка.
Каги строят исходя из цен выбранного таймфрейма. Обычно используют цены закрытия, а максимумы и минимумы игнорируются. Поэтому при их создании из данных с разными периодами, результат может оказаться разным. Чем больше масштаб, на основе которого строится график Каги, тем больше вероятность, что результат будет существенно отклоняться от графика, созданного в реальном времени. Наиболее подробным будет график на основе тиковых (фиксируется каждое изменения цены) или минутных данных. Очень близким к тиковому будет вариант, когда график строят на основании цен максимумов/минимумов, а не цен закрытия. Однако при этом ухудшается способность графика к усреднению тенденции, может появляться слишком много ложных сигналов.
На графике Каги не выделяются минимумы и максимумы отдельных интервалов. Нет привязки ко времени. По этому индикаторы, основанные на сравнении цен открытия, закрытия, минимумов и максимумов, фиксированные длительности времени могут давать противоречивые сигналы.
Поскольку на графике Каги нет объема, то индикаторы, учитывающие объем не будут работать.

## История
Каги в японском языке — название инструмента для резки по дереву, который выглядит как латинская буква L.
Считается, что графики Каги были созданы около 1870 года, в период зарождения японского рынка акций.
В Европе и США графики Каги стали известны после публикации в 1994 году книги Стива Нисона «За гранью японских свечей» (англ. Beyond Candlesticks).